# Ластовень
Ла́стовень (Vincetoxicum) — рід трав'янистих рослин підродини ластівневих (Asclepiadoideae) родини кутрових, або барвінкових. Згідно з Plants of the World Online рід містить понад 250 видів, які поширені в Африці, Євразії й Австралії; деякі види інтродуковані до США й Канади.

## Систематика

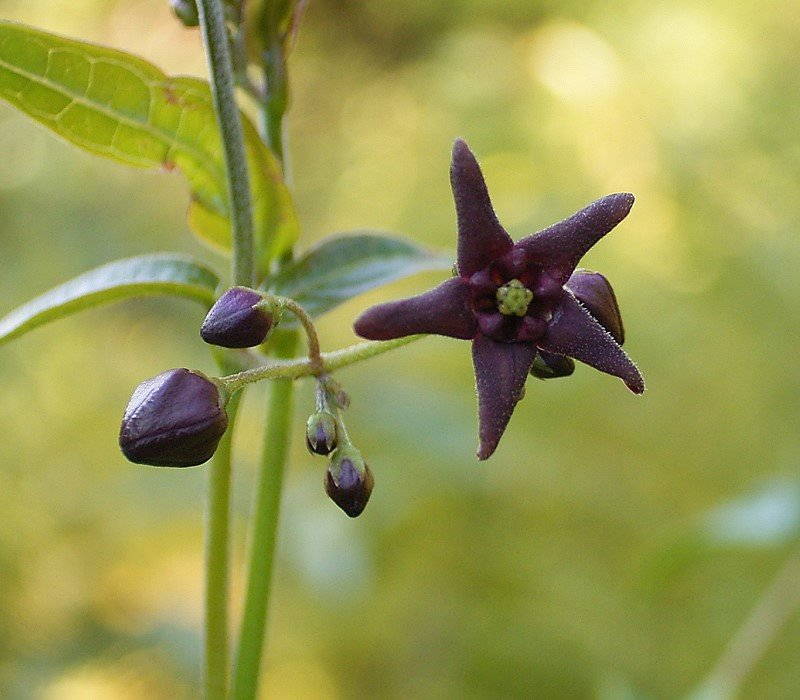
Vincetoxicum nigrum

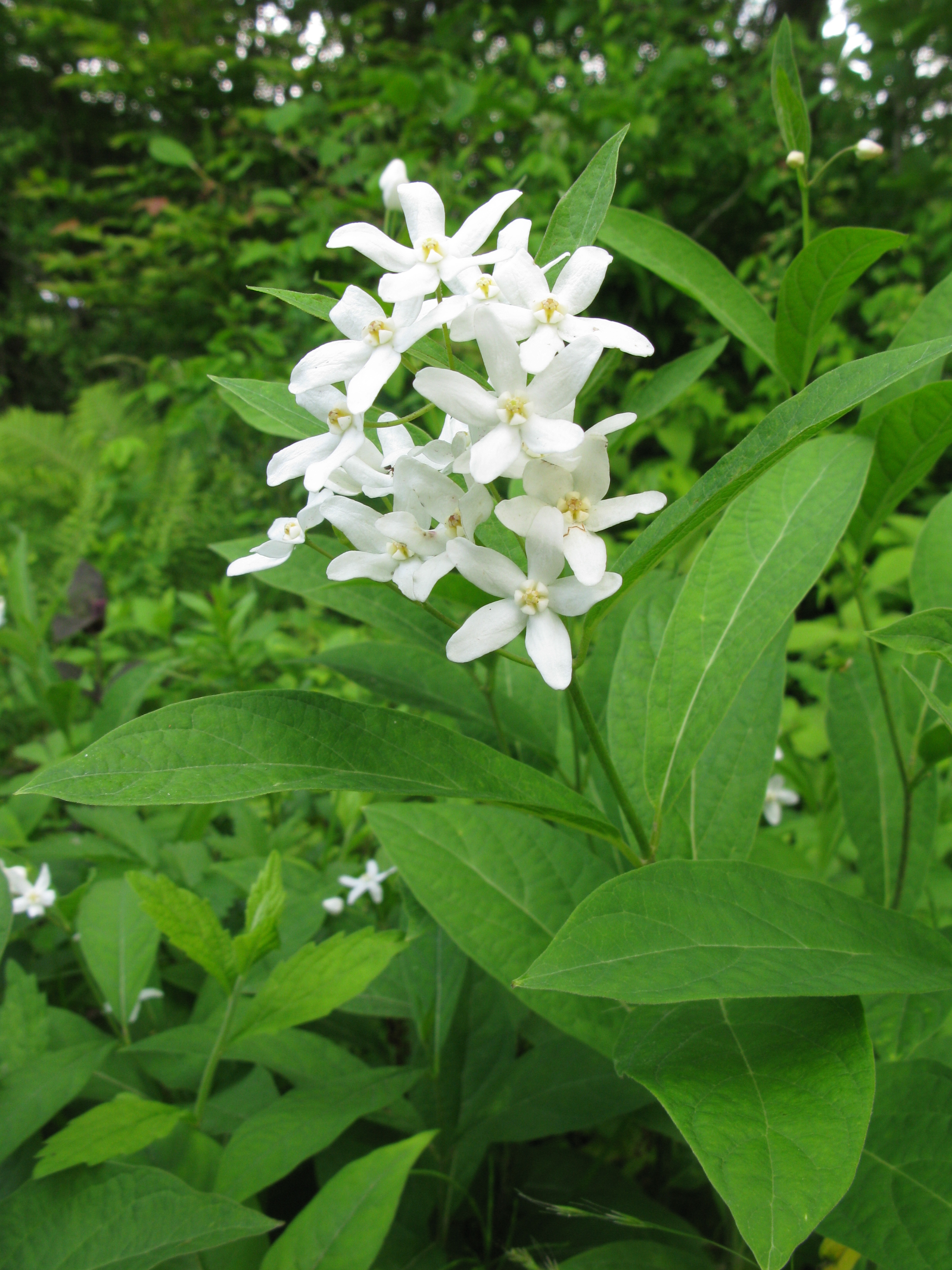
Vincetoxicum acuminatum

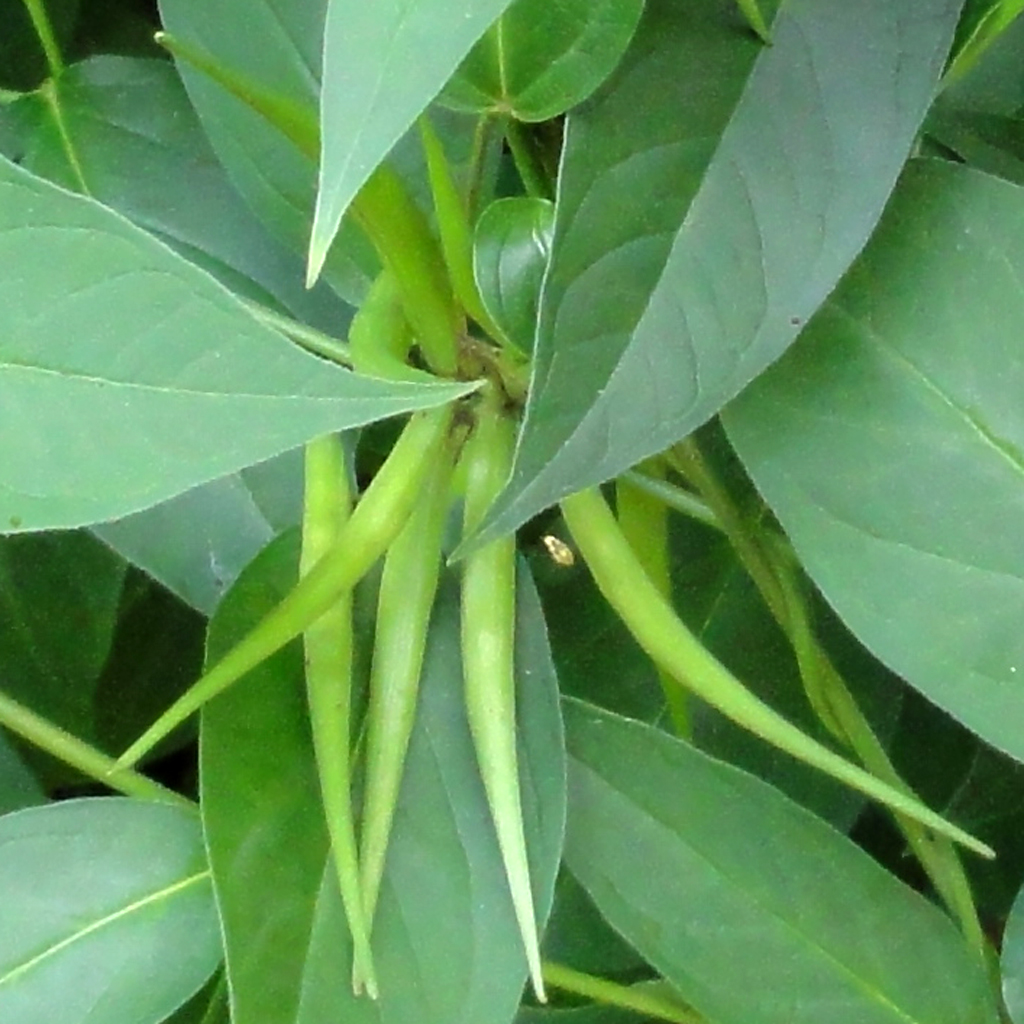
Плоди ластовня руського (Vincetoxicum rossicum)

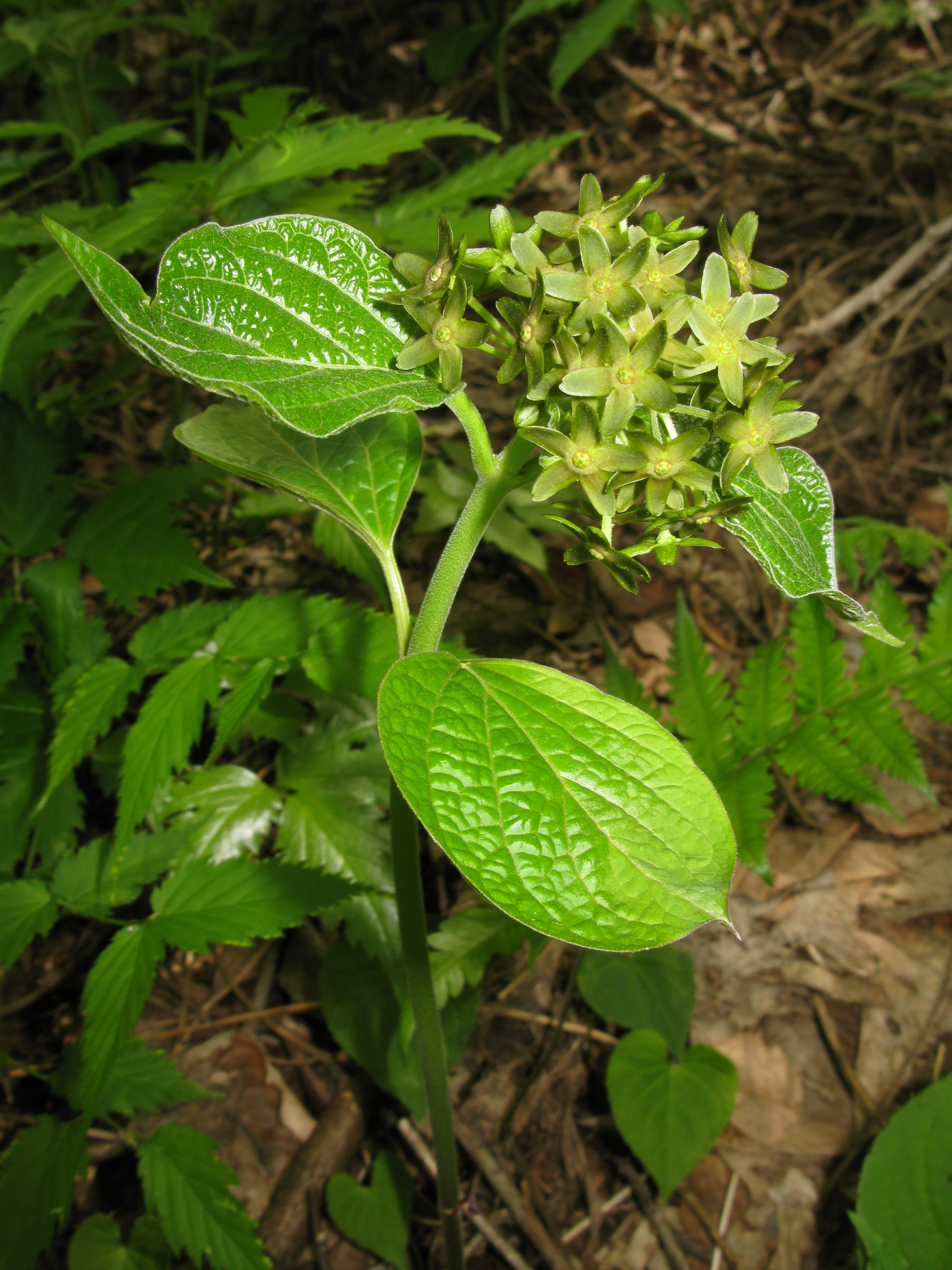
Vincetoxicum magnificum

Система роду наразі не розроблена. За різними оцінками рід налічує від 100 до 400 (500) видів. У різних не споріднених груп видів спостерігаються паралелізми у мінливості. Значне розповсюдження апоміксису, одночасно із здатністю до міжвидового схрещування, ускладнюють встановлення таксономічних меж. Складна систематика роду стимулює опис нових таксонів, обґрунтованість яких потребує додаткових досліджень з використанням молекулярно-генетичних методів. Раніше види з нинішнього роду Vincetoxicum були включені до родів саркостема (Sarcostemma) і Cynanchium але потім ластовень був визнаний як окремий рід.

## Назва
Наукова назва Vincetoxicum походить від лат. Vinci — долати і лат. toxicum — отрута. Отруйний сік ластовня, імовірно, використовували як протиотруту від отрути.

## Загальна біоморфологічна характеристика
Ластовень це група багаторічних в'юнких листових рослин. За відсутністю поруч чагарникової рослинності, стебла в'ються навколо одне одного, утворюючи в'язкі маси. Листки супротивні і у формі серця до ланцетних. Зонтики від зеленого до фіолетового кольорів, із запахом гнилих фруктів, виникають з кінцевих вузлів. Як і в інших ластівневих насіння цього роду мають пухнасті парашутики, які допомагають розганяти їх вітром. Розмножується насінням і вегетативно.

## Поширення
Ластовень поширений по всій тропічній частині Американського континенту, в Європі та Азії. Північна Америка не має корінних видів, але деякі європейські види стають інвазивними бур'янами, які поширені далеко на північ Канади.

### Поширення в Україні
В Україні нараховується 15—16 видів цього роду. Більшість з них є раритетними в окремих регіонах України та потребують охорони. Найпоширеніший ластовень лікарський (Vincetoxicum officinale, синонім Cynanchum vincetoxicum) — зустрічається по всій Україні (у степах, на узліссях, у лісах, на степових схилах, крейдяних відслоненнях, по чагарниках).

## Охорона
До Червоного списку Міжнародного Союзу Охорони Природи входить два види:
1. Vincetoxicum linifolium
2. Vincetoxicum pannonicum (ластовень паннонський)

До Європейського Червоного списку входить чотири види, що зростають на території України:
1. Ластовень азовський (Vincetoxicum maeoticum (Kleop.) Barbar.)
2. Ластовень кримський (Vincetoxicum tauricum Pobed.)
3. Ластовень прияйлінський (Vincetoxicum jailicola Juz.)
4. Ластовень проміжний (Vincetoxicum intermedium Taliev)

Низка представників роду ластовень входить до Офіційних переліків регіонально рідкісних рослин України.
До Офіційного переліку регіонально рідкісних рослин Донецької області входить сім видів:
1. Ластовень азовський (Vincetoxicum maeoticum)
2. Ластовень донецький (Vincetoxicum donetzicum)
3. Ластовень жовтий (Vincetoxicum flavum)
4. Ластовень прияйлінський (Vincetoxicum jailicola)
5. Ластовень проміжний (Vincetoxicum intermedium)
6. Ластовень руський (Vincetoxicum rossicum)
7. Ластовень український (Vincetoxicum ucrainicum)

До Офіційного переліку регіонально рідкісних рослин Луганської області входить три види:
1. Ластовень донецький (Vincetoxicum donetzicum)
2. Ластовень проміжний (Vincetoxicum intermedium)
3. Ластовень руський (Vincetoxicum rossicum)

До Офіційного переліку регіонально рідкісних рослин Харківської області входить два види:
1. Ластовень виткий (Vincetoxicum scandens)
2. Ластовень руський (Vincetoxicum rossicum)

## Використання
Рослинні препарати деяких видів продаються як імуностимулятори. Ластовень лікарський (Vincetoxicum officinale) входить до Списку дикорослих корисних рослин України. Корінь цієї рослини вживають при серцебитті й підвищеному кров'яному тиску та як проносний (якщо в порошку доза менша як 0,2), сечогінний, потогінний і як такий, що регулює менструації, засіб. Також ластовень хороший медонос. Іноді рослину використовують для закріплення пісків і насипів. Культивується як декоративна рослина.